# Remix (libro)
Remix es un libro libre publicado por el catedrático de derecho de la Universidad de Stanford Lawrence Lessig en 2008, en el que expresa su desacuerdo con la legislación sobre copyright en los EE. UU.. La edición en castellano de Remix, aparecida en 2012 de la mano de la editorial Icaria, es fruto de un proyecto de traducción cooperativa distribuida realizado por estudiantes de la Universidad de Málaga con la coordinación del profesor Florencio Cabello.

## Temática
El libro se basa en utilizar las posibilidades de la red para hacer crecer las economías y culturas basándose en la "mezcla" (traducción literal del término Remix inglés).
El libro refleja en cierta medida el cambio de orientación en el interés de Lessig, que ha comunicado públicamente que aunque sigue apoyando la causa del contenido libre ahora va a centrar sus esfuerzos en combatir la corrupción política.
En el tiempo que llevamos inmersos en el conflicto en torno a los derechos de autor en internet apenas hemos visto evolucionar a una industria de contenidos anclada en estructuras predigitales, pero sí a toda una generación que se ha criado compartiendo y remezclando materiales, y siendo criminalizada por ello. Lawrence Lessig señala que semejante daño colateral deja bien a las claras el alto coste que nuestra cultura, pero también nuestra economía, está asumiendo en esta "guerra del copyright".
He aquí el punto de partida de Remix, el apasionado alegato final con que Lessig concluye su dilatada defensa de los Creative Commons frente a los cercamientos privativos. Como tal, la obra se orienta primordialmente en persuadirnos de los múltiples valores (incluidos, de nuevo, los económicos) que hay en juego en este conflicto. De ahí la síntesis que de ella ofrece el propio Lessig:

Nuestro pasado nos enseña el valor del "remix", una lección que necesitamos reaprender. Nuestro presente nos enseña el potencial de una nueva "economía híbrida", en la que las entidades comerciales saquen partido de las economías de la comparación. Un futuro así beneficiará tanto al comercio como a las comunidades.

## Colaboración para la edición en castellano
La edición en castellano de Remix, por la editorial Icaria, es fruto del trabajo de un grupo de investigación/traducción compuesto por 12 estudiantes de la Universidad de Málaga (UMA) y coordinado por el profesor de Tecnología de la Comunicación Audiovisual de dicha universidad, Florencio Cabello.
Los nombres de estos estudiantes son: María García Perulero, Nikita Bashmakov, Giulia Faraguna, Carola Felis, Natalia Gnisci, Lina González, Maryam Itatí Portillo, Beatriz Rando, Michael Schmidt, María Sorzano, Laura Vacas y Carmen Vargas.
La realización de este trabajo de investigación y traducción es la continuación de un proyecto que comenzó con la traducción de El código 2.0 de Lawrence Lessig. Para ello se ha utilizado una metodología de trabajo descentralizado, colectivo y cooperativo, basado en la granularidad gruesa o fina de cada uno de sus participantes, impregnados por un deliberado espíritu animoso de crear con el único beneficio de expandir el saber a cuántos más mejor, es lo que denominamos el Procomún.

## Distribución del libro
El libro está liberado bajo licencia Creative Commons.

## Otros trabajos
Lessig ha escrito otros libros relacionados como Cultura libre, El futuro de las ideas o El Código 2.0.